# 사신 도련님과 검은 메이드
《사신 도련님과 검은 메이드》(일본어: 死神坊ちゃんと黒メイド)는 이노우에 코하루가 원작한 일본의 만화이다. 2017년 10월 3일부터 2022년 5월 17일까지 쇼가쿠칸의 《선데이 웨브리》에서 연재했다. 코믹스의 누계 발행 부수는 2021년 2월 100만 부를 돌파했다. 단행본은 전 16권으로 나왔다.

## 해설과 주요 등장인물
- 해설(성우: 사카키바라 요시코)
- 도련님[1](성우: 하나에 나츠키)
- 앨리스 렌드럿(영어: Alice Rendrot)(성우: 마노 아유미)
- 롭[2](영어: Rob)(성우: 오오츠카 호츄)
- 비올라(라틴어: Viola; '제비꽃')(성우: 미나세 이노리)
- 커프(영어: Cuff '소맷동')(성우: 쿠라모치 와카나)
- 자인(영어: Zain[3])(성우: 카미야 히로시)
- 월터(영어: Walter; 도련님의 아우)(성우: 우치다 유마, 코이치 마코토(어린 시절))
- 거베라(영어: Gerbera; '솜나물', 도련님의 어머니)(성우: 오하라 사야카)
- 샤론 렌드럿(영어: Sharon Rendrot; 앨리스의 어머니)(성우: 이노우에 키쿠코)
- 덜레스(영어: Dulles)(성우: 히카사 요코)
- 케토(영어: Keto)(성우: 야마자키 하루카)
- 필리프(영어: Philip)(성우: 오노 유키)(1화)
- 아멜리아(영어: Amelia)(성우: 우에다 레이나)
- 서커스 단장(성우: 미즈나카 마사아키)
- 휴고(영어: Hugo)(성우: 이시가미 시즈카)

## 서지 정보
- 이노우에 코하루 《사신 도련님과 검은 메이드》 쇼가쿠칸 〈선데이 웨브리 코믹스〉, 전 16권
  1. 2018년 1월 12일 발매[4], ISBN 978-4-09-128099-2
  2. 2018년 4월 12일 발매[5], ISBN 978-4-09-128222-4
  3. 2018년 8월 9일 발매[6], ISBN 978-4-09-128480-8
  4. 2018년 11월 12일 발매[7], ISBN 978-4-09-128697-0
  5. 2019년 2월 12일 발매[8], ISBN 978-4-09-128856-1
  6. 2019년 6월 18일 발매[9], ISBN 978-4-09-129192-9
  7. 2019년 9월 12일 발매[10], ISBN 978-4-09-129357-2
  8. 2019년 12월 12일 발매[11], ISBN 978-4-09-129427-2
  9. 2020년 5월 12일 발매[12], ISBN 978-4-09-850106-9
  10. 2020년 10월 12일 발매[13], ISBN 978-4-09-850191-5
  11. 2021년 2월 12일 발매[14], ISBN 978-4-09-850402-2
  12. 2021년 5월 12일 발매[15], ISBN 978-4-09-850547-0
  13. 2021년 7월 12일 발매[16], ISBN 978-4-09-850657-6
  14. 2021년 11월 12일 발매[17], ISBN 978-4-09-850805-1
  15. 2022년 6월 10일 발매[18], ISBN 978-4-09-851137-2
  16. 2022년 7월 12일 발매[19], ISBN 978-4-09-851218-8

## 방영 목록

### 1기
| 회차 | 제목                                  | 방송 일자       |
| ---- | ------------------------------------- | --------------- |
| 1화  | 도련님과 앨리스                       | 2021년 7월 5일  |
| 2화  | 도련님과 집사와 길 잃은 고양이        | 2021년 7월 12일 |
| 3화  | 도련님과 만월의 유성군                | 2021년 7월 19일 |
| 4화  | 도련님과 앨리스와 눈의 기억           | 2021년 7월 26일 |
| 5화  | 도련님과 까마귀와 아이스 스케이트     | 2021년 8월 2일  |
| 6화  | 도련님과 앨리스와 마계에서 하룻밤     | 2021년 8월 9일  |
| 7화  | 도련님과 앨리스의 특별할 것 없는 하루 | 2021년 8월 16일 |
| 8화  | 하얀 눈, 검은 옷                      | 2021년 8월 23일 |
| 9화  | 도련님과 앨리스와 성야의 맹세         | 2021년 8월 30일 |
| 10화 | 도련님과 앨리스와 둘만의 노래         | 2021년 9월 6일  |
| 11화 | 도련님과 비밀의 마법                  | 2021년 9월 13일 |
| 12화 | 도련님과 함께…                        | 2021년 9월 20일 |

### 2기
| 회차 | 제목                                 | 방송 일자       |
| ---- | ------------------------------------ | --------------- |
| 13화 | 도련님과 앨리스와 마법 풀            | 2023년 7월 9일  |
| 14화 | 도련님과 골프와 수수께끼의 미소녀    | 2023년 7월 16일 |
| 15화 | 도련님과 앨리스와 유령 신부          | 2023년 7월 23일 |
| 16화 | 도련님과 앨리스의 서커스 입문        | 2023년 7월 30일 |
| 17화 | 카프와 자인과 고백과                 | 2023년 8월 6일  |
| 18화 | 도련님과 모두의 나날                 | 2023년 8월 13일 |
| 19화 | 도련님과 앨리스와 마계의 만남        | 2023년 8월 20일 |
| 20화 | 도련님과 앨리스와 입맞춤의 창문      | 2023년 8월 27일 |
| 21화 | 도련님과 앨리스의 두 번째 기념일     | 2023년 9월 3일  |
| 22화 | 도련님과 앨리스와 하늘을 나는 빗자루 | 2023년 9월 10일 |
| 23화 | 도련님과 앨리스와 마술 학교          | 2023년 9월 17일 |
| 24화 | 도련님과 앨리스와 저주의 마녀        | 2023년 9월 24일 |

### 3기
| 회차         | 제목                              | 방송 일자       |
| ------------ | --------------------------------- | --------------- |
| 25화         | 도련님과 앨리스와 재회한 어머니   | 2024년 4월 7일  |
| 26화         | 도련님과 앨리스와 의문의 분신     | 2024년 4월 14일 |
| 27화         | 도련님과 앨리스와 어머니와 어머니 | 2024년 4월 21일 |
| 28화         | 도련님과 앨리스와 샤데이의 사랑   | 2024년 4월 28일 |
| 29화         | 무도회 (전편)                     | 2024년 5월 5일  |
| 30화         | 무도회 (후편)                     | 2024년 5월 12일 |
| 31화         | 집결                              | 2024년 5월 19일 |
| 32화         | 설득                              | 2024년 5월 26일 |
| 33화         | 고독과 당혹                       | 2024년 6월 2일  |
| 34화         | 빅토르의 손자, 샤론의 딸          | 2024년 6월 9일  |
| 35화         | 친구, 해주, 그리고                | 2024년 6월 16일 |
| 마지막(36)화 | 사신 도련님과 검은 메이드         | 2024년 6월 23일 |